# Lac Inba
Le lac Inba (印旛沼, Inba-numa) est un lac du Japon situé dans la préfecture de Chiba, au nord-est de Tokyo.

## Géographie

### Situation
Le lac Inba est entièrement situé dans le nord de la préfecture de Chiba, sur le territoire des municipalités d'Inzai, Sakura, Narita, Yachiyo et Sakae.

### Topographie

Vue aérienne avec le lac nord et le lac ouest.

Le lac Inba a une superficie totale de 9,43 km2 pour un périmètre de 47,5 km. Il se compose en réalité de deux étendues d'eau distinctes, le lac Inba nord (北印旛沼) et le lac Inba ouest (西印旛沼), reliées par un canal.